# Klasztor Franciszkanów w Opolu
Klasztor Franciszkanów w Opolu − franciszkański dom zakonny w Opolu, wchodzący w skład Prowincji Wniebowzięcia NMP Zakonu Braci Mniejszych w Polsce, na terenie diecezji opolskiej, w województwie opolskim.

## Historia (kalendarium)[1][2][3]
- ok. 1236 – pierwsza fundacja przed najazdem mongolskim.
- 1248 – ponowna fundacja księcia Władysława opolskiego, początki budowy klasztoru i kościoła.
- 1307 – pożar i zniszczenie klasztoru.
- 1309 – odbudowa klasztoru, powstanie Kaplicy Piastowskiej.
- 1313 – w Kaplicy Piastowskiej pochowano księcia Bolka I.
- 1348 – pogrzeb wnuczki Władysława Łokietka Elżbiety świdnickiej.
- 1356 – w podziemiach pochowano księcia Bolesława II.
- 1401 – w krypcie pochowano Władysława Opolczyka.
- 1497 – w kościele pochowano ściętego w Nysie księcia Mikołaja II.
- 1516 – książę Jan II Dobry usunął franciszkanów konwentualnych, osadzając w ich miejsce franciszkanów obserwantów.
- 1566 – bernardyni zostali wyrzuceni z Opola; stopniowa dewastacja konwentu.
- 1605 – ponowne osiedlenie się franciszkanów konwentualnych.
- 1615 – kolejny pożar.
- 1631-1648 – klasztor był grabiony przez wojska protestanckie saskie i szwedzkie w czasie wojny trzydziestoletniej.
- 1646 – ponowna odbudowa konwentu opolskiego.
- 1655-1656 – w czasie potopu szwedzkiego w klasztorze miała siedzibę kancelaria króla polskiego Jana II Kazimierza Wazy; uniwersał opolski.
- 1682 – pożar strawił część klasztoru.
- 1725 – kapituła generalna przyłączyła konwent opolski do prowincji czeskiej; zerwanie związków z prowincją polską.
- 1739 – kolejny pożar w klasztorze.
- 1810 – sekularyzacja klasztoru, rozgrabienie dóbr.
- 1811-1813 – kościół był w użytku gminy protestanckiej.
- 1813 – zabudowaniach klasztornych urządzono magazyny wojskowe.
- 1813-1814 – w klasztorze mieścił się szpital armii rosyjskiej.
- 1820 – zabudowania zespołu stały się własnością protestantów.
- 1899 – wybudowano 43-metrową wieżę.
- 1945 – Prowincja Wniebowzięcia Najświętszej Maryi Panny Zakonu Braci Mniejszych w Katowicach oficjalnie przejęła klasztor, początek odbudowy i renowacji.
- 1950 – w klasztorze otwarto prowincjalne studium filozoficzne.
- 1951-1954 – przywrócenie wnętrzu kościoła wyglądu sprzed przebudowy przeprowadzonej przez protestantów.
- 1967-1972 – regotyzacja prezbiterium.
- 1970 – prowincja zamknęła studium filozoficzne.
- 1980-1996 – w klasztorze mieścił się juniorat dla braci uzupełniających wykształcenie średnie.

## Przełożeni[4]
Od czasu, gdy klasztor należy do panewnickiej prowincji Zakonu Braci Mniejszych, następujący zakonnicy pełnili urząd przełożonego konwentu opolskiego:
- o. Korneliusz Czech – prezes, gwardian (1945–1956)
- o. Daniel Michalski – gwardian (1956–1959)
- o. Korneliusz Czech – gwardian (1959–1961)
- o. Stefan Hawlicki – gwardian (1961–1962)
- o. Piotr Szymczak – gwardian (1962–1963)
- o. Teodor Turczyński – gwardian (1963–1967)
- o. Arkadiusz Tobolski – gwardian (1967–1974)
- o. Ludwik Nowicki – gwardian (1974–1977)
- o. Jakub Kubica – gwardian (1977–1980)
- o. Benigny Piechota – gwardian (1980–1989)
- o. Modest Wieczorek – gwardian (1989–1991)
- o. Tadeusz Goj – gwardian (1991–1998)
- o. Krescencjusz Rutowicz – gwardian (1998–2004)
- o. Iwon Siekierka – gwardian (2004–2005)
- o. Piotr Mędrak – gwardian (2005–2007)
- o. Klemens Waśkowski – gwardian (2007–2010)
- o. Hubert Zabłocki – gwardian (2010–2017)
- o. Miron Górecki – gwardian (2017–2022)
- o. Lucjusz R. Wójtowicz - gwardian (2022- nadal)